# Djävulen bär Prada

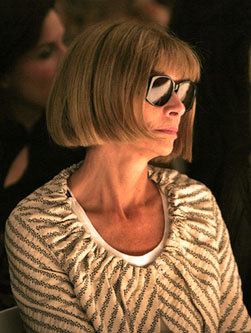
Anna Wintour, som påstås vara inspirationen till figuren Miranda Priestly.

Djävulen bär Prada (eng: The Devil Wears Prada) är en roman av Lauren Weisberger. Den utkom 2003 och blev en bästsäljare. 2006 filmatiserades den med Meryl Streep och Anne Hathaway i huvudrollerna.
Boken handlar om den unga, nyutbildade journalisten Andrea Sachs som får en anställning på det berömda modemagasinet Runway. Men hon finner att hon hamnat i helvetet då hon konfronteras med sin chef, den ökända Miranda Priestly, som visar sig vara jordens svar på djävulen. Hon kräver fullständig service tjugofyra timmar om dygnet och Andrea försakar både pojkvän och vänner då hon måste ställa upp på chefens nycker.
Författaren Weisberger har arbetat som assistent åt den legendariska chefredaktören Anna Wintour på Vogue i New York och det är ingen hemlighet att inspirationen kommer därifrån.